# From Enslavement to Obliteration
From Enslavement to Obliteration è il secondo album in studio del gruppo grindcore britannico Napalm Death. Venne pubblicato il 16 settembre 1988.
È l'unico disco del gruppo ad avere Lee Dorrian come unico cantante, che offre i classici "grugniti" growl tipici del genere, insieme con degli acuti in scream.

## Tracce
1. Evolved as One – 3:13
2. It's a M.A.N.S World! – 0:54
3. Lucid Fairytale – 1:02
4. Private Death – 0:35
5. Impressions – 0:35
6. Unchallenged Hate – 2:07
7. Uncertainty Blurs the Vision – 0:40
8. Cock-Rock Alienation – 1:20
9. Retreat to Nowhere – 0:30
10. Think for a Minute – 1:42
11. Display to Me... – 2:43
12. From Enslavement to Obliteration – 1:35
13. Blind to the Truth – 0:21
14. Social Sterility – 1:03
15. Emotional Suffocation – 1:06
16. Practice What You Preach – 1:23
17. Inconceivable? – 1:06
18. Worlds Apart – 1:24
19. Obstinate Direction – 1:01
20. Mentally Murdered – 2:13
21. Sometimes – 1:06
22. Make Way! – 1:36

### Tracce aggiuntive ristampa
1. Musclehead – 0:50
2. Your Achievement – 0:06
3. Dead – 0:05
4. Morbid Deceiver – 0:45
5. The Curse – 3:17

## Formazione
- Lee Dorrian – voce
- Shane Embury – basso
- Bill Steer – chitarra
- Mick Harris – batteria